# Imperio wólof
El Imperio wólof o jólof (en francés, diolof o djolof) fue un estado de África Occidental que gobernó partes de la actual Senegal desde 1360 hasta 1549

## Orígenes
Los diferentes relatos tradicionales del pueblo wólof coinciden en que el fundador del estado y posterior Imperio de Wólof fue Ndiadiane Ndiaye, quien vivió en el siglo XIII. La fundación del imperio tuvo lugar gracias a la asociación voluntaria de varios estados pequeños con Waalo, en el norte. En el momento inmediatamente anterior a la formación del imperio, Waalo estaba dividido en aldeas separadas gobernadas por reyes que utilizaban el título de Laman.
La leyenda de Ndiadiane Ndiaye es bien conocida. Una disputa por madera cerca de un prominente lago estuvo a punto de llevar al derramamiento de sangre entre los gobernantes, pero fue detenida por la misteriosa aparición de un extranjero que venía del lago. El extranjero repartió la madera justamente y desapareció, dejando a la gente sobrecogida. El pueblo se embarcó entonces en una segunda disputa, y cuando regresó el extranjero lo secuestraron. Le ofrecieron el reinado de su tierra y lo convencieron para aceptarlo y convertirse en mortal, ofreciéndole una hermosa mujer con la que desposarse. Cuando el gobernante del Reino de Sine conoció sobre estos eventos, y siendo él también un gran mago, se dice que exclamó con asombro «Ndiadiane Ndiaye» en su nativo idioma serer. El gobernante de Sine sugirió entonces que todos los gobernantes entre el río Senegal y el río Gambia se sometieran voluntariamente a este hombre, cosa que hicieron.

## Historia temprana
El nuevo estado de wólof, nombrado por la provincia central donde el rey residía, fue vasallo del Imperio de Malí durante la mayor parte de su historia temprana. Wólof se mantuvo dentro de la esfera de influencia del imperio hasta la segunda mitad del siglo XIV. Durante una disputa por la sucesión que tuvo lugar en 1360 entre dos linajes rivales en la línea de sangre del Imperio de Malí, los wólof lograron su independencia. Un examen detallado de la estructura social y política wólof revela que por lo menos una parte de sus instituciones habrían sido tomadas directamente o desarrolladas a partir de aquellas de su predecesor.

## Sociedad en el Wólof imperial
Los portugueses llegaron al Imperio wólof entre 1444 y 1510, dejando escritos relatos de gran detalle sobre un sistema político muy avanzado. Existía todo un sistema jerárquico del que formaban parte diferentes clases de nobles reales y no reales, hombres libres, castas según la profesión y esclavos. Las castas profesionales incluían a herreros, joyeros, curtidores, sastres, músicos y griots. Los herreros eran importantes para la sociedad gracias a su habilidad para fabricar armas de guerra, y se confiaba en ellos por su habilidad para mediar en las disputas con justicia. Los griots eran empleados por las familias más importantes como cronistas y consejeros, y sin su concurso la mayor parte de la historia wólof no sería conocida. La nobleza wólof era nominalmente animista, pero algunos combinaban esta práctica con el Islam. No obstante, el islam fracasó en lograr penetrar completamente en la sociedad wólof hasta alrededor del siglo XIX.

## Las mujeres en el Wólof imperial
Entre las diferentes clases el matrimonio rara vez estaba permitido. Las mujeres no podían casarse con las castas superiores, y sus hijos no heredaban el estatus superior de su padre. No obstante, las mujeres tenían cierta influencia sobre la labor de gobierno. La Reina Madre era la cabeza de todas las mujeres y tenía gran influencia en la política de estado. Era propietaria de un número de aldeas que cultivaban y le rendían tributo. También había otras líderes femeninas cuya principal tarea consistía en juzgar casos en los que las mujeres tomaban parte. En el estado más al norte del imperio, Walo, las mujeres podían aspirar a la categoría de Bur y gobernar el estado.

## Organización política
El Imperio wólof se organizaba en cinco reinos costeros desde el norte hasta el sur que incluían Waalo, Cayor, Baol, Sine y Saloum. Todos estos estados eran tributarios del estado del interior wólof. El gobernante wólof era conocido como el Bour ba, y gobernaba desde la capital de Linguère. Cada estado wólof estaba gobernado por su propio regidor designado a partir de los descendientes del fundador del estado. Los gobernadores del estado eran elegidos a partir de sus respectivas noblezas, mientras que el Bour se seleccionaba a través de un collage de electores que también incluía a los gobernantes de los cinco reinos. Existía el Bour de Waalo, el Damel de Cayor, el Teny de Baol, así como los dos Lamans de los estados serer de Sine y Saloum. Cada gobernante tenía autonomía práctica, pero se esperaba de él que cooperara con el Bour en asuntos de defensa, comercio y provisión de ingresos imperiales. Una vez designados, los nuevos gobernantes tenían que pasar por elaborados rituales para familiarizarse tanto con sus nuevas responsabilidades como con su estatus divino. A partir de ese momento, se esperaba de ellos que lideraran sus estados hacia la grandeza, o se arriesgaban a ser declarados no favorecidos por los dioses y ser desposeídos. La tensión de esta estructura política resultó en gobiernos con un componente autocrático alto, donde los ejércitos personales y la riqueza con frecuencia se imponían a los valores constitucionales.

## Contacto con Europa
Tras un comienzo hostil, se establecieron relaciones comerciales pacíficas entre el Imperio wólof y el Reino de Portugal. En esta época wólof estaba en el máximo apogeo de su poder y el Bur había extendido su autoridad sobre los estados mandinga en la ribera norte del río Gambia incluyendo Nyumi, Badibu, Nyani y Wuli. En los años 1480, el príncipe Bemoi gobernaba el imperio en nombre de su hermano Bur Birao. Tentado por el comercio de los portugueses, trasladó la sede del gobierno a la costa para beneficiarse de las nuevas oportunidades económicas. Otros príncipes, opuestos a esta política, depusieron y asesinaron al bur en 1489. El príncipe Bemoi escapó y buscó refugio entre los portugueses, quienes lo llevaron hasta Lisboa. Allí intercambió regalos con el rey Juan II y fue bautizado. Ante la oportunidad de colocar a un aliado cristiano en el trono, el rey Juan II envío una fuerza expedicionaria al mando de un comandante portugués, con el objetivo de devolver al príncipe de nuevo a wólof. Ninguna de las dos intenciones fue lograda. Una disputa entre el comandante y el príncipe llevó al primero a acusar a Bemoi de traición y a matarlo.

## Período final
A pesar de diferentes luchas intestinas, el Imperio wólof se mantuvo como una fuerza reconocida en la región. A comienzos del siglo XVI, era capaz de sumar una fuerza de 100.000 soldados y 10.000 caballeros. Pero las semillas de su destrucción habían sido sembradas por las perspectivas del comercio atlántico. Prácticamente todo lo que había hecho crecer al gran Imperio wólof se estaba ahora desmoronando. El comercio costero, por ejemplo, había traído un aumento de la riqueza al imperio. Pero los gobernantes de los estados vasallos de la costa se quedaban con la mayor parte de los beneficios, lo que en un momento dado les permitió eclipsar el poder que pudiera quedarle al emperador. Además, estaba la cuestión de las fuerzas exteriores, como el desmembramiento del Imperio de Malí. La pérdida de poder del Imperio de Malí, gracias al florecimiento del Imperio Songhay, había permitido a Wólof convertirse en un imperio por sí mismo. Pero ahora los conflictos en el norte empezaron a extenderse hacia los territorios wólof. En 1513, Dengella Koli lideró una gran fuerza de fulani y mandinga contra el Reino de Fouta Toro, asediándolo desde wólof y estableciendo su propia dinastía. Koli fue el hijo de un rebelde que no tuvo éxito contra el Imperio Songhay y podría haber decidido actuar contra wólof como una alternativa a luchar contra los songhay o los mandinga.

## Batalla de Danki y desintegración
En 1549, Cayor logró separarse con éxito del Imperio wólof bajo el liderazgo del príncipe de la corona Amari Ngoone Sobel Fall. El estado resultante de Cayor utilizó su acceso directo al comercio europeo (Wólof estaba encerrado en el interior y no tenía puerto) para crecer en poder y riqueza. Cayor invadió a su vecino del sur, Bawol, y comenzó a formar una unión personal propia. Derrotó a su gobernante superior en la batalla de Danki en 1549. La batalla provocó un efecto expansivo haciendo que los otros estados salieran del imperio. Hacia 1600, el Imperio wólof había efectivamente desaparecido. Wólof quedó reducido a un reino, si bien el título de burba permaneció asociado al prestigio imperial, y siguió recibiendo respeto nominal de sus antiguos vasallos.